# Proictes
Proictes är ett släkte av skalbaggar. Proictes ingår i familjen vivlar.

## Dottertaxa tillProictes, i alfabetisk ordning[1]
- Proictes alluaudi
- Proictes asper
- Proictes betafoensis
- Proictes biovatus
- Proictes brevicollis
- Proictes brevis
- Proictes ciliatus
- Proictes congoanus
- Proictes coquereli
- Proictes curtus
- Proictes curvipes
- Proictes dentipes
- Proictes descarpentriesi
- Proictes dilaticollis
- Proictes elongatus
- Proictes hirtipennis
- Proictes humilis
- Proictes hystrix
- Proictes intermedius
- Proictes lateralis
- Proictes longehirtus
- Proictes minutus
- Proictes paleatus
- Proictes pictus
- Proictes striatus
- Proictes tessellatus
- Proictes variegatus
- Proictes viduus
- Proictes vittulatus